# Activity Tracker

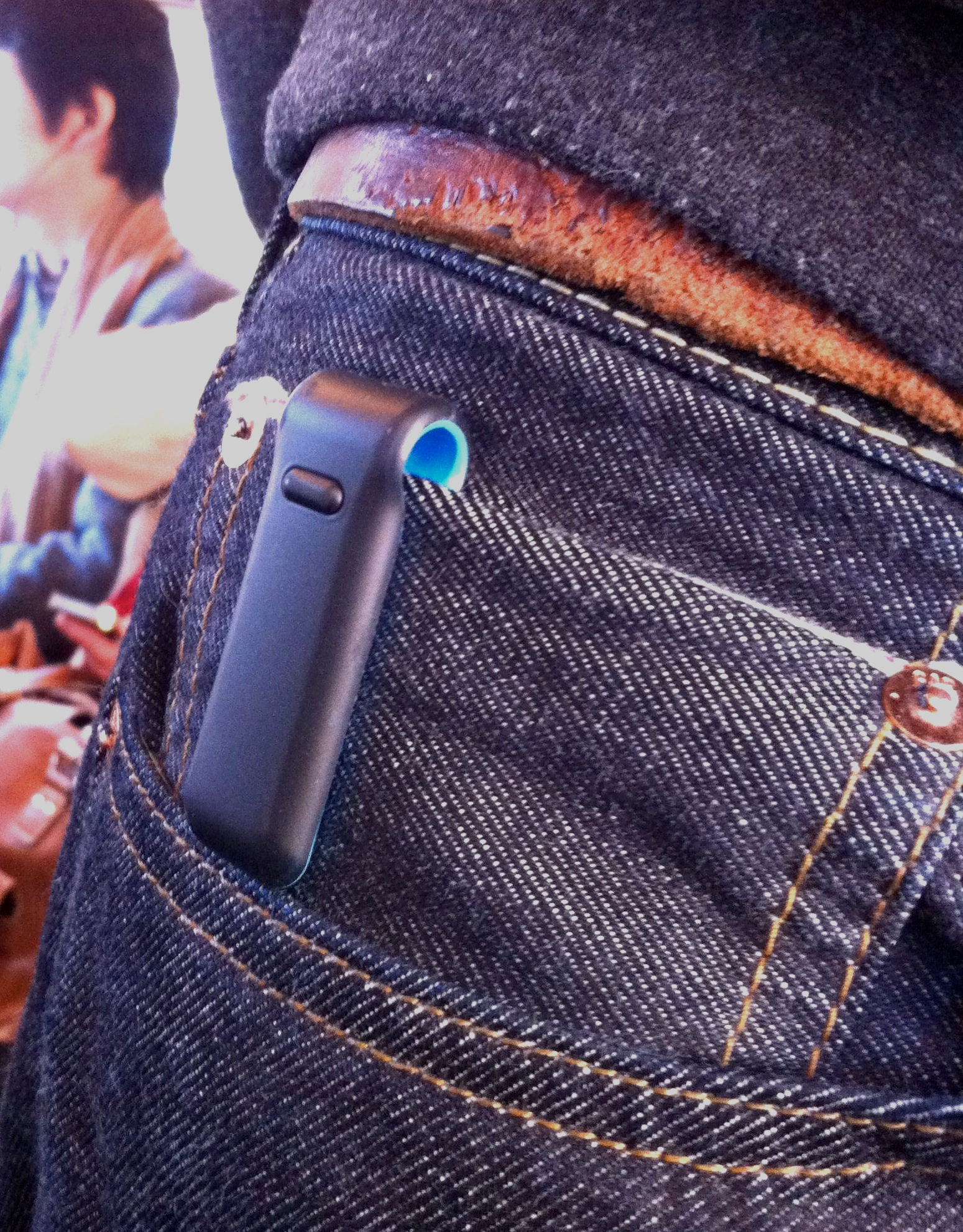
Ein Activity Tracker als Ansteckclip an einer Hose getragen.

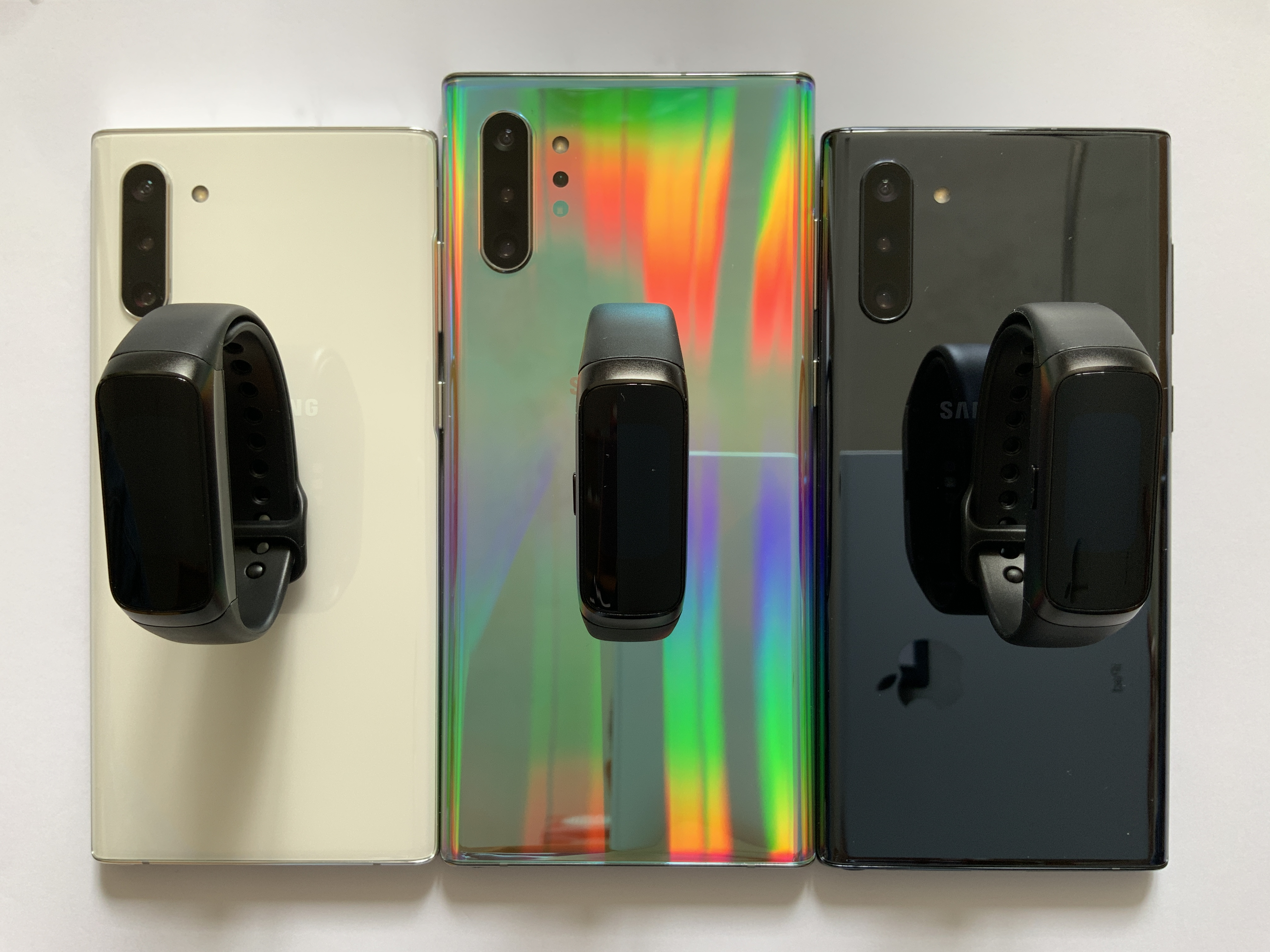
Samsung Galaxy Fit

Ein Activity Tracker (auch Aktivitätstracker, Fitnessarmband bzw. Fitness-Armband oder Gesundheits-Armband, Smart Band oder Fitness Tracker bzw. Schreibweisen Fitness-Tracker und Fitnesstracker) ist ein tragbares elektronisches Gerät („Wearable“) bzw. eine Applikation zur Aufzeichnung und Versendung fitness- und gesundheitsrelevanter Daten wie etwa Laufstrecken, Energieumsatz und in manchen Fällen auch Herzschlagfrequenz oder Schlafqualität. Die Bezeichnung wird hauptsächlich für am Körper tragbare elektronische Überwachungsgeräte verwendet, welche (in vielen Fällen drahtlos) mit einem Computer oder Smartphone für die Datenerfassung über einen längeren Zeitraum synchronisiert werden. Abgesehen von diesen tragbaren Geräten gibt es auch vergleichbare Applikationen für Smartphones.
Die Geräte werden (Stand 2023) zunehmend von Smartwatches verdrängt.

## Geschichte
Als Activity Tracker werden am Körper tragbare Datenlogger bezeichnet, die speziell die Fitness-Aktivitäten einer Person aufnehmen und überwachen. Das ursprüngliche Konzept beruht auf der schriftlichen Erfassung solcher Daten und ihrer manuellen Eintragung in Tabellenform am Computer, wie dies in den USA vom President’s Council on Physical Fitness and Sports als Teil des Programms The President’s Challenge durchgeführt wurde.
Verbesserte Technologien haben es ermöglicht, die Beobachtung und Aufzeichnung von Fitness-Aktivitäten mittels Sensoren und Mikroprozessoren zu automatisieren und zu miniaturisieren, so dass sie mit Geräten möglich werden, die leicht am Körper zu tragen sind. Vorangegangene Beispiele dieser Technologie aus den frühen 1990er Jahren beinhalten Fahrradcomputer in Größe einer Armbanduhr, welche Geschwindigkeit, Dauer, Distanz etc. überwacht haben. Tragbare Herzfrequenzmesser für Athleten gab es bereits 1981.
Tragbare Geräte für die Aufzeichnung der Fitness-Aktivität waren seit den früheren 2000er Jahren für den normalen Verbraucher erhältlich und ermöglichten über eine drahtlose Verbindung mit speziellen Apparaten in Fitnessstudios auch eine Aufzeichnung der Herzfrequenz. Tragbare Tracking-Computer mit integriertem Fitnesstraining und Fitnessplänen waren ab 2006 frei erhältlich.

## Funktionsumfang
Elektronische Activity Tracker sind aufgerüstete Pedometer, die abgesehen vom Zählen der Schritte noch dazu die Eigenschaften von Beschleunigungssensoren und Höhenmessern besitzen. Sie errechnen die zurückgelegte Distanz und den Energieumsatz anhand der Schrittzahl und stellen die physischen Aktivitäten graphisch dar. Einige können auch die Herzschlagfrequenz oder anhand nächtlicher Bewegungen, aus denen sich Phasen leichten und tiefen Schlafs ableiten lassen, die Schlafqualität messen. Die Herzfrequenz kann mit Hilfe eines Brustgurtes oder eines optischen Sensors, der in den Activity Trackern verbaut ist, ermittelt werden. Manche Produkte verfügen über einen leisen Alarm, der den Träger durch Vibration weckt oder an etwas erinnert.
Während frühere Versionen wie der originale Fitbit (2009) noch mit einer Klammer an der Taille befestigt wurden, sind die Möglichkeiten der Befestigung am Körper mittlerweile vielfältiger. Activity Tracker sind aktuell in Form von Armbändern, Clips und Halsketten verfügbar und lassen sich dadurch an unterschiedlichen Körperstellen tragen. In der Regel kann die eigentliche funktionelle Einheit aus dem Armband oder dem Clip gelöst werden und in eine andere Halterung eingesetzt werden. Gleiche Produkte können meist sowohl als Clip, als auch als Armband getragen werden.
Für das Tragen des Activity Trackers in der Nacht stellen manche Hersteller weiche Manschetten bereit.
Apple und Nike haben zusammen den Nike+iPod entwickelt, einen Schuh, der mit einem Sensor ausgestattet ist und mit dem iPod Nano verbunden werden kann. Mittlerweile funktioniert das Nike+-System auch ohne einen Schuhsensor über das GPS eines Mobiltelefons. Noch dazu existieren verschiedene Applikationen für Smartphones und Facebook, die die Fitness-Aktivitäten aufzeichnen können. In den USA hat BodyMedia einen Activity Tracker entwickelt, der einmalig für eine Woche getragen werden sollte und sich sowohl an Gesundheits- und Versicherungsunternehmen richtet, als auch an Arbeitgeber, um die Fitness ihrer Angestellten zu messen.
Kopfhörer sind ein besserer Ort für einen Activity Tracker, um bestimmte Daten zu messen, zum Beispiel die Körpertemperatur. Valencell hat Sensoren für neuere Activity Tracker entwickelt, bei denen die Datenerfassung über die Ohren funktioniert, anstatt am Handgelenk, Arm oder Taille.
Es gibt auch Activity Tracker für Hunde, die an Halsbändern befestigt werden.
Von Marke und Ausstattung hängt auch der Preis des Activity Trackers ab. High-End-Geräte kosten teilweise über 200 Euro, während Einsteigermodelle schon für 20 bis 40 Euro zu haben sind.

## Bewertung
Activity Tracker können ein effektives Hilfsmittel zur Steigerung der körperlichen Fitness sein, weil sie das Training zu einer Art Spiel machen. Die zugrunde liegende Disziplin heißt Gamification.
Des Weiteren bieten sie die Möglichkeit, die eigenen Fortschritte über Social Media zu veröffentlichen und mit anderen zu vergleichen. Dadurch entstehen ganze Online-Communitys, mit denen sich der Nutzer identifiziert und deren Mitglieder sich gegenseitig anspornen.
Bestimmte Bewegungsabläufe, wie zum Beispiel bei Arbeiten im Haushalt, Fahrradfahren, Schwimmen, Tanzen oder Rudern, können die von Fitness-Armbändern ermittelten Ergebnisse verfälschen. In einem Test der Stiftung Warentest ermittelte beispielsweise kein Produkt auch nur annähernd die Distanz einer Fahrradtour. Ferner sind die ermittelten Werte für den Energieumsatz fehlerhaft. Auch bei der Herzfrequenz wurden große Abweichungen der mit Fitness-Armbändern ermittelten Daten und der Realität festgestellt, und es wird empfohlen, für diesen Zweck Brustgurte zu verwenden.
Fitness-Armbänder können beim Tragen unbequem sein und sich unbeabsichtigt vom Arm lösen. Bei manchen Produkten wurden erbgutschädigende Substanzen nachgewiesen.

## Nutzung und Erfolgsaussichten
Laut einer Umfrage von Bitkom Research aus dem Jahr 2016 waren Activity Tracker in Deutschland schon relativ verbreitet. Demnach nutzen 31 Prozent der Bundesbürger über 14 Jahre einen Fitnesstracker. 18 Prozent nutzen Fitnessarmbänder, 13 Prozent Fitness-Apps via Smartphone und sechs Prozent Smartwatches. Dennoch stehen die Verbraucher den Geräten durchaus kritisch gegenüber. So befürchten laut einer Verbraucherbefragung von YouGov 32 Prozent der Befragten falsche Messwerte, 31 Prozent falsche Gesundheitsratschläge. 39 Prozent sehen die Verwendung durch Dritte als Problem. Die Ergebnisse einer Studie unter (Halb-)Marathonteilnehmern 2018 lassen erkennen, dass semi-professionelle Nutzer dennoch dafür offen sind, erfasste Daten mit Dritten zu teilen. Dies gilt insbesondere für Freunde (51,7 Prozent) oder Mitglieder der Familie (43,4 Prozent); Ärzten (32,3 Prozent) oder Krankenkassen (12 Prozent) wird hingegen weniger Vertrauen entgegengebracht.
Mehrere Studien versuchten zu ermitteln, ob die Verwendung elektronischer Hilfen dazu beiträgt, die Erfolgswahrscheinlichkeit bei Patienten zu erhöhen, die ihre Ernährung und ihre Lebensweise umstellen wollten, um Übergewicht oder Adipositas abzubauen und gesünder zu leben. Eine Studie aus dem Jahr 2015 der Universität von Jerusalem versuchte zu ergründen, ob Web- und technologiebasierte Hilfsmittel gegenüber herkömmlicher Beratung den Erfolg erhöhen würden, die Personen zu einem gesunden und ausgewogenen Lebensstil mit Sport und richtiger Ernährung zu bewegen und dies aufrechtzuerhalten. Der Erfolg war deutlich zu erkennen. So nahmen die Probanden, die mit den Hilfsmitteln ausgestattet wurden, in 14 Wochen um durchschnittlich 1,44 kg ab, während die Mitglieder der Kontrollgruppe nur um 0,124 kg abnahmen. Auch die Qualität der Ernährung und das Wissen darüber war durch die Hilfsmittel signifikant besser.
Eine ausführlichere Studie im Jahr 2016 (Daten aus 2010–2012) der University of Pittsburgh kam hingegen zu einem anderen Ergebnis. Hier wurde lediglich der Effekt zusätzlicher Fitness-Tracker verglichen. Sowohl Kontroll- als auch Interventionsgruppe hatten Zugriff auf Webinhalte zu Fitness und Ernährung. Der Interventionsgruppe wurde zusätzlich aber ein Fitnessarmband und eine zugehörige App zur Verfügung gestellt. Hier wurden nach 24 Monaten kaum Unterschiede in gesunder Ernährung und Fitness festgestellt, die Kontrollgruppe hatte aber im Schnitt 5,4 kg verloren, während die Interventionsgruppe nur durchschnittlich 3,5 kg leichter war. Die Forscher kamen daher zum Schluss, dass dieses zusätzliche Hilfsmittel längerfristig keinen Vorteil bot. Untersuchungen mit jungen Personen kamen ebenfalls zu gemischten Ergebnissen.
Activity Tracker erfordern von ihren Trägern Disziplin, wenn sie langfristig zu Erfolgen führen sollen. Laut Nielsen-Marktforschung werden 50 Prozent aller Fitnesstracker nach wenigen Monaten nicht mehr genutzt.

## Datenschutz
Einige Benutzer stehen der Technologie kritisch gegenüber und betonen, dass die Daten einen „Spiegel“ darstellen, der die eigene Identität falsch repräsentieren könne. Alle Formen der persönlichen Datenerfassung hätten Auswirkung auf die Privatsphäre. Soziale Netzwerke, die mit Activity Tracker verbunden sind, würden zu einer Verletzung der Privatsphäre führen, wie z. B. unfreiwilligen Veröffentlichungen sexueller Aktivitäten.
Neben den freiwilligen Daten wie Gewicht, Größe, Alter, Geschlecht oder Ruhepuls, können durch die Allgemeinen Geschäftsbedingungen auch automatisch ermittelte Daten wie Herzfrequenz, Mikrobewegungen in der Wohnung oder Schlafgewohnheiten übermittelt werden. Die Apps von manchen Fitness-Armbändern übertragen nicht nur persönliche Daten, sondern ungefragt auch private Adressdaten an Server im Internet.
Anfang Dezember 2016 warnten die Datenschutzbehörden mehrerer deutscher Bundesländer sowie der deutsche Bundesbeauftragte für den Datenschutz und die Informationsfreiheit, dass keines von 16 getesteten Wearables die gestellten datenschutzrechtlichen Bestimmungen erfüllt habe.
Im Jahr 2018 erhielt die Firma Soma Analytics den Negativpreis BigBrotherAward in der Kategorie Arbeitswelt „für ihre Bemühungen, die Gesundheits-App ‚Kelaa‘ bei Beschäftigten und das zugehörige Kelaa Dashboard in Personalabteilungen von Firmen zu platzieren“, so Laudator Peter Wedde.

## Prognosen zu Absatz und Umsatz in Deutschland
Im September 2015 veröffentlichte der Digitalverband Bitkom Prognosen für den deutschen Markt, nach denen Activity Tracker im Gesamtjahr 2015 voraussichtlich Umsätze von insgesamt 240 Millionen Euro erzielen. Die Absatzzahl wird auf rund 1,72 Millionen Geräte geschätzt. Laut Bitkom liegt der Durchschnittspreis für einen Activity Tracker 2015 bei 66 Euro.
Für das Jahr 2023 wird ein Umsatz von 1,157 Milliarden Euro geschätzt. Die Steigerung ist neben erhöhten Verkaufszahlen auch darauf zurückzuführen, dass zunehmend Geräte mit höherem Funktionsumsatz wie Smartwatches anstelle einfacher Tracker gekauft werden.

## Hersteller und Produkte (Auswahl)

### APPs / Applikationen
An Stelle von reinen Geräte-Activity-Trackern gibt es auch Smartphone-APPs bzw. -Applikationen, die insbesondere für Sport-Tracking in manchen Anwendungsbereichen verwendbar sind. Dies geschieht dann i. d. R. in Verbindung mit separaten Sensoren insbesondere in speziellen Sport-Tracking-Brustgurten und auch mit sonstigen Sensoren wie z. B. an den Beinen. oder auch mit universellen GPS-Fahrradcomputern.
- Zu den Smartphone-APPs, die hierbei verwendet werden können, gehören beispielsweise
  - teilweise besitzen kommerzielle Routenplaner einige derartige Trackingfunktionen sowie
  - spezielle Sport-Apps wie (in alphabetischer Reihenfolge):

- ASICS Runkeeper
- (Endomondo  >> Allerdings: Die APP wurde Ende 2020 eingestellt)
- Nike+ Run Club
- Runtastic bzw. Adidas Running
- Strava
- Zudem kann mit den mittlerweile vorhandenen vernetzbaren smarten E-Bike-Systemen Sport-Aktivitäts-Trackering durchgeführt werden.

### Geräte
- Acer: Liquide Leap[33]
- Apple Watch
- Basis (im Besitz von Intel): Basis Carbon Steel Edition
- Epson: Pulsense
- Fitbit: Flex, One, Zip, Alta, Charge 2, Blaze, Surge
- Fossil: Fossil Q
- Garmin: Vivo-Reihe, Instinct, Fenix-Reihe, Venu-Reihe, Forerunner-Reihe
- Huawei: Talkband B1[34]
- LG: Life Band Touch
- Medisana: Vifit connect[14]
- Microsoft: Band
- Mio: Fuse[14]
- Misfit Wearables: Misfit Shine, Flash, Ray[35]
- Nike: Nike+ FuelBand und Nike+ FuelBand SE
- Nudge: eine App-Übersicht für Activity Tracker[36]
- Polar Electro: Polar Loop
- Runtastic: OrbitMoment[37], Runtastic Moment
- Samsung: Gear Fit
- Skagen Designs: SKA 1200
- Sony: SmartBand SWR10,[38] Sony SmartBand Talk SWR30[39]
- TomTom: Touch Cardio + Body Composition
- Xiaomi: Mi Band